# 金子みつ
金子 みつ（かねこ みつ、1914年4月30日 - 2005年8月14日）は、日本の政治家。衆議院議員（6期、日本社会党）。本名は金子光。

## 来歴
東京府出身。女子学院、聖路加女子専門学校（現聖路加国際大学）卒業。厚生省看護課長、東京大学助教授などを歴任。
1972年の衆院選で旧東京4区から立候補し初当選。連続当選6回。1990年に引退するまで、社会党副委員長（1986-1990年）などを務めた。1996年、新社会党結成に参加した。
「九条科学者の会」呼びかけ人を務めていた。
1991年、秋の叙勲で勲二等宝冠章受章。
1998年、キリスト教界における長年の功績が認められ日本キリスト教文化協会よりキリスト教功労者の表彰を受けた。
2005年8月14日、心不全のため神奈川県茅ヶ崎市内の病院で死去、91歳。死没日をもって正四位に叙される。